# Иуст и Климент

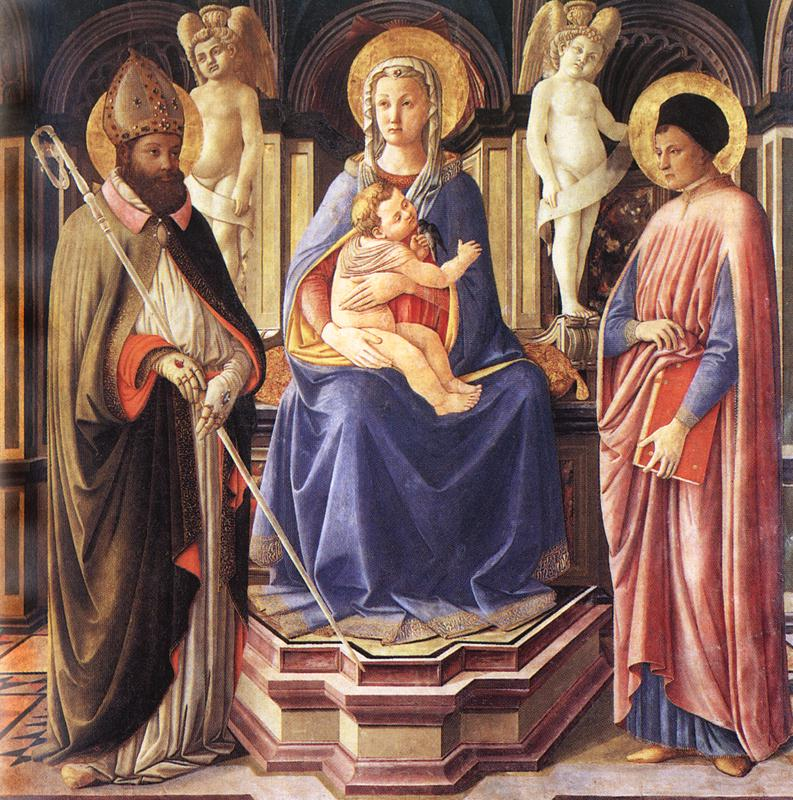
Maestro della Natività di Castello, Madonna e il Bambino tra i santi Giusto e Clemente (1449), Museo dell'Opera del Duomo, Прато

Иуст и Климент (VI век) — святые просветители краёв Вольтерранских. День памяти — 5 июня или в Духов день.
Святые Иуст и Климент бежали из Африки от вандалов около 537 года вместе со св.Регулом. Св. Иуст был епископом, в то время как св.Климент был пресвитером. Высадившись в Тоскане, свв.Цербоний и Регул, отправились в Популонию, в то время как свв. Иуст и Климент отправились в Вольтерру. Там они участвовали в христианской проповеди, обличали еретиков, а также участвовали в защите города от готов.
Когда король остготов Тотила вознамерился захватить город, жители заперлись в его стенах. По предложению св.Иуста они собрали весь хлеб, что у них имелся, и начали кидать его в больших корзинах за крепостные стены. Будучи удивлены, остготы сняли осаду.
Жители выбрали св.Иуста епископом города. Св.Иуст отправился в Рим, где получил подтверждение своего сана. По возвращении сн решил вести затворническую жизнь, и они вместе со св.Климентом удалились на Марсово поле.
Святые скончались в неизвестном году в день Пятидесятницы.
Иной раз высказывается сомнение в африканском происхождении св.Иуста.
Городской собор города Вольтерра, в частности, назван в его честь.
На месте захоронения святых были возведены две часовни, вскоре ставшие центрами паломничества. Затем бенедиктинцы основали там монастырь (San Giusto в Botro), который перешел к камальдолийцам в 1113 году и впоследствии сильно пострадал из-за оползней. В 1628 году было начато строительство храма San Giusto Nuovo. Старый монастырь был перестроен в XVI веке, возможно, при участии Бартоломео Амманнати. Он был оставлен монахами из-за землетрясения в 1846 года.

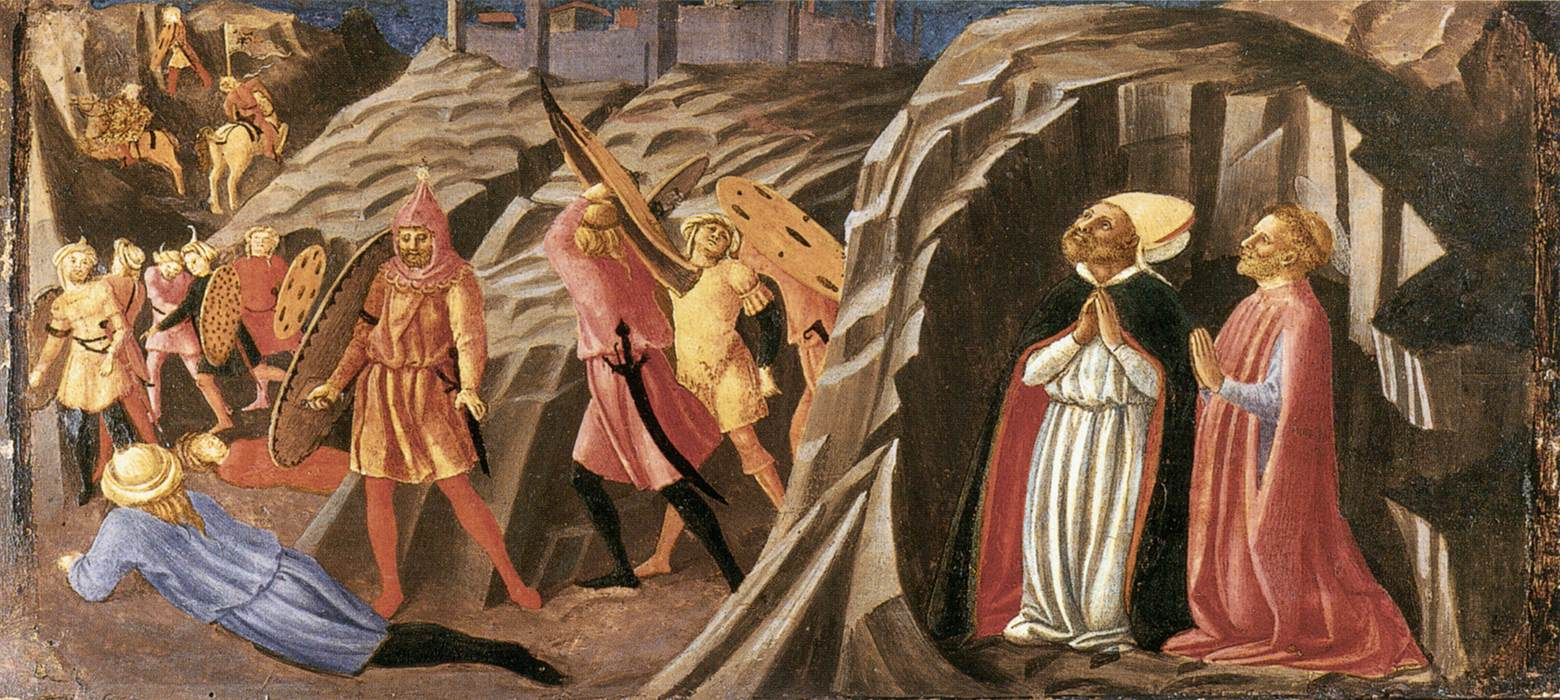
Свв.Иуст и Климент на молитве
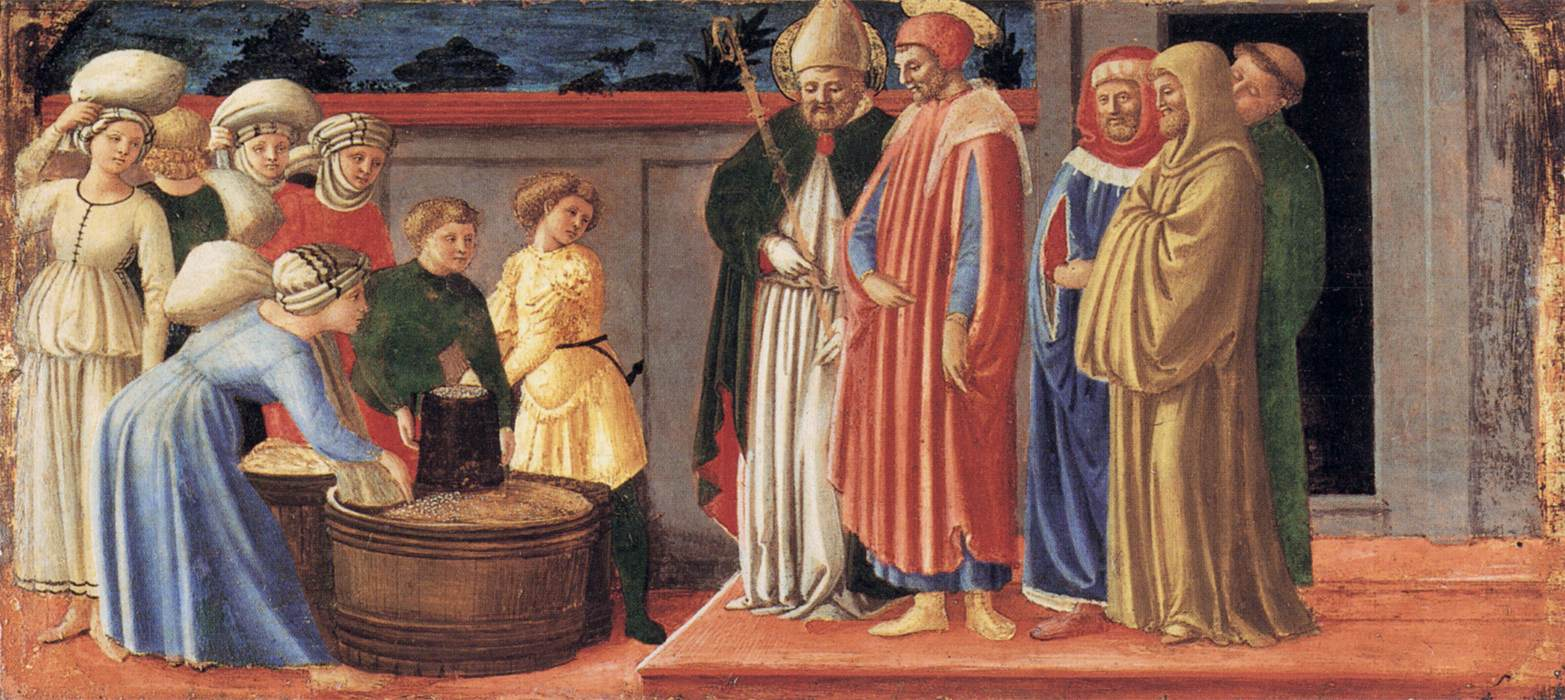
Св.Иуст освобождает Вольтерру от вандалов